# Жул Верн
 Тази статия е за френския писател.  За космическия кораб вижте Жул Верн (АТК).  
Жул Габриел Верн (на френски: Jules Gabriel Verne; роден на 8 февруари 1828 г. в Нант, починал на 24 март 1905 г. в Амиен) е френски писател.
Той е сред най-четените романисти, превеждан на 148 езика според статистиката на ЮНЕСКО. Автор е на пиеси, либрета за оперети, разкази и на 65 романа. Широко разпространено е мнението, че той е един от създателите на жанра научна фантастика. Романите му са изградени върху внимателно проучени научни факти и теории, а в тях действието се разгръща чрез полета на въображението.

## Живот и творчество
Жул Габриел Верн е роден на 8 февруари 1828 г. в Нант, Франция. Той е най-голямото от петте деца на Пиер Верн, преуспял адвокат, и Софи Алот. Жул Верн и по-малкия му брат Пол са изключително близки през целия си живот. Като момчета те обичат да четат в различни списания за пътешествия и да си фантазират за такива. Увличат се по кораби, искат да станат моряци. На дванайсетгодишна възраст Жул Верн успява да се качи на един кораб, който заминава за Карибските острови, обаче баща му го сваля на следващото френско пристанище. Влечението към мореплаването Жул Верн наследява по майчина линия – майка му е от известна фамилия на корабостроители и морски капитани.

### В Париж
Бащата на Жул Верн желае синът му да се изучи за юрист и му дава пари за тази цел. През 1848 г., след завършване на лицея в Нант, Жул Верн заминава за Париж и започва да следва право. Там един негов роднина го въвежда в литературните кръгове и Жул Верн започва да публикува пиеси, повлияни от автори като Виктор Юго и Александър Дюма, с когото се познава и лично. Първата му пиеса е едноактната комедия „Пречупени сламки“ (Les pailles rompues), която се играе в Париж, когато авторът ѝ е на 22 години. Въпреки голямата си ангажираност с писането и спряната финансова подкрепа от страна на баща му, Жул Верн успява да се дипломира. Макар и с диплома на юрист, Жул Верн решава да не се върне при баща си и да работи в неговата кантора, а остава в Париж. За да се издържа, първоначално работи като писар при един нотариус, а след това като секретар на малкия „Театр лирик“.
Жул Верн не продължава да пише пиеси поради недоброжелателността, с която се отнасят към него управителите на театрите, и започва да публикува в „Мюзе де фамий“ (Musée des familles) повести, повлияни от Едгар Алън По. Една от тях, „Пътуване с балон – драма във въздуха“ (1851) (Un voyage en ballon – un drame dans les airs), привлича вниманието на читателската публика. (Творчеството на Едгар Алън По оставя следа у Жул Верн и той, доста по-късно, пише продължение на недовършения му роман „Историята на Гордън Пим“ („Narrative of a Gordon Pym“), озаглавено „Сфинксът от ледените полета“ (Les sphinx des glaces), 1897 г.).
През 1857 г. Жул Верн се жени за 28-годишната вдовица Онорин де Виан. За да издържа семейството си, Жул Верн започва да работи като борсов посредник. Същевременно продължава да пише и жена му изцяло го подкрепя в това начинание. През 1861 г. се ражда синът им Мишел Жан Пиер Верн. В кариерата си на писател Жул Верн напредва постепенно и през 1862 г. сключва договор с известния издател Пиер Етцел, според който писателят се задължава да осигурява по два романа годишно за поредицата „Необикновени пътешествия“ (Voyages extraordinaires). През 1863 г. излиза романът на Жул Верн „Пет седмици с балон“ (Cinq semaines en ballon), разказващ за изследователско пътешествие с балон над Африка. Той му носи изключителен успех и Жул Верн оттогава напуска борсата и се отдава изцяло на писателската си дейност. До края на живота си не прекратява договора си с Етцел, който внимателно чете ръкописите му и не се колебае да предлага корекции. Дори една от ранните творби на писателя, „Париж през двайсети век“ (Paris au XXe siecle), не бива издадена. Открита е много по-късно и е публикувана през 1994 г.
Романите на Жул Верн бързо печелят огромна популярност по цял свят. Авторът няма образование на учен, нито опит като пътешественик, но отделя много време за проучване на материала за своите книги. Жул Верн се опитва да представя реалистично дори и най-малките подробности. Например, „Осемдесет дни около света“ (1873) (Le tour du monde en quatre-vingts jours) се базира на реалното пътешествие на американеца Джордж Франсис Трейн. Разбира се, когато логиката на сюжета противоречи на постиженията на тогавашната наука, Жул Верн не робува на стриктното придържане към фактите. Например, „Пътуване до центъра на Земята“ (1864) (Voyage au centre de la terre) описва експедиция в кухата вътрешност на Земята и от гледна точка на съвременната геология има редица слабости, а в „Хектор Сервадак“ (1877) (Hector Servadac) една комета отнася Хектор и слугата му и те правят пътешествие през Слънчевата система, като освен това откриват, че кометата е откъснала и парче от скалата на Гибралтар, на което двама англичани играят шах. Понякога въображението на Жул Верн противоречи с научните факти. Например, в „От Земята до Луната“ (1865) (De la terre a la lune) гигантско оръдие изстрелва героите в орбита.
Съвременните учени биха казали на Жул Верн, че първоначалното ускорение би убило пътниците в снаряда. (Идеята за оръдие, изстрелващо космически кораб е използвана преди Жул Верн, още през 18 век, а преди това Сирано дьо Бержерак, в „Пътешествия до Луната и Слънцето“ (1655) използва ракета за космическото пътешествие). В „Двадесет хиляди левги под водата“ (1870) (Vingt mille lieues sous les mers) Жул Верн представя един предшественик на съвременните супергерои – капитан Немо. Неговата подводница „Наутилус“ (носеща името на парната подводница на Робърт Фултън), вдъхновява много изобретатели. Първата подводница, задвижвана изцяло с електрическа тяга, е построена през 1886 г. и е кръстена в чест на подводницата на капитан Немо.
През 1860-те Жул Верн води спокоен живот. През 1867 заедно с брат си Пол предприема пътуване до Съединените щати, където посещават Ниагарския водопад. През 1868 г. пътува със своята яхта „Сен Мишел“ из Средиземноморието, посрещат го тържествено в Гибралтар и Северна Африка, а в Рим папа Лъв XIII благославя книгите му.

### В Амиен
През 1871 г. Жул Верн се установява в Амиен, където остава до края на живота си. През 1888 г. е избран за градски съветник. Животът на писателя в Амиен е изключително скромен: всеки ден става в пет часа сутринта и с малки прекъсвания работи до осем вечерта. Сутрин обикновено пише, през деня чете коректури и отговаря на писма от цял свят, както и приема посетители, преглежда вестници, списания и отчети на многобройни научни дружества. Води огромна картотека (с повече от 25 000 фиша), в която са отразени всички последни постижения на науката и техниката от неговото време. Този график се нарушава веднъж годишно, когато Жул Верн излиза с яхтата си в открито море.
През 1886 г. Жул Верн е ранен в крака от племенника си Гастон, който страда от душевно заболяване и в момент на пристъп се опитва да убие писателя. След този нещастен случай Жул Верн окуцява за цял живот.
Жул Верн написва най-значителните си творби до 1880 г. През първата част от кариерата си той изразява своя оптимизъм на технофил за прогреса и за централната роля на Европа в социалното и техническо развитие на света. В по-късните романи на Жул Верн се отразява авторовия песимизъм в атмосфера „идване на страшния съд в края на века“. В своята късна повест „Вечният Адам“ (изд. 1910) (L'Eternel Adam), Жул Верн разказва за историк от далечното бъдеще, който открива, че цивилизацията на 20 век е унищожена от геологически катаклизъм, а легендата за Адам и Ева става по-истинска и циклично повтаряща се. В „Робюр Покорителя“ (1886) (Robur le conquérant) Жул Верн предсказва раждането на въздухоплавателен съд, по-тежък от въздуха, но в неговото продължение „Господарят на света“ (1904) (Maître du monde) големият изобретател Робюр страда от мегаломания и взаимно се дебнат с властите.
В някои свои произведения Жул Верн засяга политически и социални въпроси. Един от героите в „Оживелите от ‘Джонатан’“ (1909) (Les naufragés du 'Jonathan') е благороден анархист, чийто прототип е княз Пьотр Кропоткин, който пише за анархия, основаваща се на взаимопомощ и доверие (за ужас на близките си, Жул Верн симпатизира на Кропоткин). Интересът на Жул Верн към социалистическите идеи се забелязва в „Матиаш Шандор“ (1885) (Mathias Sandorf).
За повече от 40 години Жул Верн публикува по 1 – 2 книги годишно, чиито теми са с широк диапазон. Въпреки че пише за екзотични места, самият Жул Верн не пътува много и единственото му пътуване с балон трае двайсет и четири минути.
Няколко седмици след своя 77-и рожден ден Жул Верн сериозно заболява. Чекмеджетата на бюрото му се пръскат от завършени ръкописи. Жул Верн запазва съзнание до самия си край. Почива тихо, в присъствие на семейството си, на 24 март 1905 г. Погребан е близо до дома си в Амиен. На гроба му е поставен паметник, на който е изобразен Жул Верн, излизащ от гроба с протегната към звездите ръка.

## Списък на произведенията на Жул Верн

### Романи от поредицата„Необикновени пътешествия“
- 1863 – „Пет седмици с балон“ (Cinq semaines en ballon)
- 1864 – „Пътешествие до центъра на Земята“ (Voyage au centre de la terre)
- 1865 – „От Земята до Луната“ (De la terre a la lune)
- 1866 – „Капитан Хатерас“ (Voyages et aventures du Capitaine Hatteras)
- 1868 – „Децата на капитан Грант“ (Les Enfants du Capitaine Grant)
- 1870 – „Около Луната“ (Autour de la Lune)
- 1870 – „Двадесет хиляди левги под водата“ (Капитан Немо) (Vingt Mille Lieues sous les mers)
- 1871 – „Плаващият град“ (Une ville flottante)
- 1872 – „Приключенията на трима руси и трима англичани в Южна Африка“ (Aventures de trois russes et trois anglais dans l'Afrique australe)
- 1873 – „Около света за 80 дни“ (Le tour du monde en quatre-vingts jours)
- 1873 – „Страната на кожите“ (Le pays des fourrures)
- 1874 – „Доктор Окс“ (Le Docteur Ox)
- 1874 – „Тайнственият остров“ (l'ile mystérieuse)
- 1875 – „Чансълър“ (Le Chancellor)
- 1876 – „Михаил Строгов“ (Michel Strogoff)
- 1877 – „Черна Индия“ (Les Indes Noires)
- 1877 – „Хектор Сервадак“ (Hector Servadac)
- 1878 – „Петнадесетгодишният капитан“ (Un capitaine de quinze ans)
- 1879 – „Премеждията на един китаец в Китай“ (Les tribulations d'un chinois en Chine)
- 1879 – „Петстотинте милиона на Бегюм“(Les cinq cents millions de la Bégum)
- 1880 – „Парна къща“ (La maison a vapeur)
- 1881 – „Жангада“ (La Jangada)
- 1881 – „Училище за робинзоновци“ (L'ecole des Robinsons)
- 1882 – „Зелен лъч“ (Le rayon vert)
- 1883 – „Вироглавият Керабан“ (Kéraban le Tętu)
- 1884 – „Архипелагът в пламъци“ (L'archipel en feu)
- 1884 – „Южна звезда“ (L'etoile du sud)
- 1885 – „Матиаш Шандор“ (Mathias Sandorf)
- 1885 – „Корабокрушенецът от Цинтия“ (L'epave du Cynthia) (в съавторство с Андре Лори)
- 1886 – „Робюр Покорителят“ (Robur le conquérant)
- 1886 – „Лотариен билет“ (Un billet de loterie)
- 1887 – „Север против Юг“ (Nord contre Sud)
- 1887 – „Пътуване към Франция“ (Le chemin de France)
- 1888 – „Две години ваканция“ (Deux ans de vacances)
- 1889 – „Безименно семейство“ (Famille-sans-nom)
- 1889 – „Купуване на Северния полюс“ (Sans dessus dessous)
- 1890 – „Сезар Каскабел“ (César Cascabel)
- 1891 – „Госпожа Браникан“ (Mistress Branican)
- 1892 – „Замък в Карпатите“ (Le chateau des Carpathes)
- 1892 – „Клодиус Бомбарнак“ (Claudius Bombarnac)
- 1893 – „Малкият човек“ (P'tit-Bonhomme)
- 1894 – „Чудните приключения на капитан Антифер“ (Mirifiques aventures de maître Antifer)
- 1895 – „Плаващият остров“ (L'ile a Helice)
- 1896 – „Родното знаме“ (Face au drapeau)

- 1896 – „Кловис Дардентор“ (Clovis Dardentor)
- 1897 – „Антарктическа история“ (Le sphinx des glaces)
- 1898 – „Величествено Ориноко“ (Le superbe Orénoque)
- 1899 – „Завещанието на един ексцентрик“ (Le testament d'un excentrique)
- 1900 – „Второ отечество“ (Seconde patrie)
- 1901 – „Село във въздуха“ (Le village aérien)
- 1901 – „Разказите на Жан-Мари Кабидюлен“ (Les histoires de Jean-Marie Cabidoulin)
- 1902 – „Братя Кип“ (Les freres Kip)
- 1903 – „Стипендия за пътешествие“ (Bourses de voyage)
- 1904 – „Драма в Ливония“ (Un Drame en Livonie)
- 1904 – „Властелинът на света“ (Maître du Monde)
- 1905 – „Нашествие на морето“ (L'invasion de la mer)

### Посмъртно публикувани романи
- 1905 – „Фарът на края на света“ (Le phare du bout du monde)
- 1906 – „Златният вулкан“ (Le volcan d'or)
- 1907 – „Пътническа агенция Томпсън“ (L'agence Thompson and Co)
- 1908 – „На лов за метеор“ (La chasse au météore)
- 1908 – „Дунавският лодкар“ (Le Pilote du Danube – Le Beau Danube jaune)
- 1909 – „Магелания или Оживелите от Джонатан“ (En Magellanie – Les Naufragés du 'Jonathan')
- 1910 – „Тайната на Вилхелм Щориц“ (Le secret de Wilhelm Storitz)
- 1919 – „Приключенията на експедицията Барсак“ (L'etonnante aventure de la mission Barsac)
- 1994 – „Париж през двайсети век“ (Paris au XXe siecle)

### Разкази и повести
- 1851 – „Първите кораби на мексиканския флот“ (Les premiers navires de la marine mexicaine)
- 1852 – „Мартин Пас“ (Martin Paz)
- 1852 – „Замък в Калифорния“ (Les Châteaux en Californie ou Pierre qui roule n'amasse pas mousse)
- 1864 – „Конт дьо Шантелен: епизод от революцията“ (Le Comte de Chanteleine: Un épisode de la révolution)
- 1865 – „Пробили блокадата“ (Les forceurs de blocus)
- 1879 – „Бунтът на кораба Баунти“ (Les révoltés de la Bounty)
- 1882 – „Десет часа на лов“ (Dix heures en chasse)
- 1886 – „Фрит-Флак“ (Frritt-Flacc)
- 1887 – „Жил Братлар“ (Gil Braltar)
- 1874 – Сборник „Доктор Окс“ (Le Docteur Ox) (самостоятелно публикувани разкази):
  - „Доктор Окс“ (Le Docteur Ox)
  - „Майстор Закариус или Часовникарят, който загуби душата си“ (Maître Zacharius ou l'horloger qui a perdu son âme)
  - „Пътуване с балон или Драма във въздуха“ (Un Voyage en Ballon – Un Drame dans les Airs)
  - „Зимуване сред ледовете“ (Un hivernage dans les glaces)
  - „Четирийсетото френско изкачване на Мон Блан“ (Quarantieme ascension française du Mont-Blanc)
- 1910 – Сборник „Вчера и утре“ (Hier et demain)
  - „Г-н Плъх и неговото семейство“ (La famille Raton)
  - „Г-н Ре-диез и госпожица Ми-бемол“ (M. Ré-dieze et Mlle Mi-bémol)
  - „Съдбата на Жан Морена“ (La destinée de Jean Morénas)
  - „Измама“ (Le humbug)
  - „През 29 век: денят на един американски журналист през 2889 г. “ (Au XXIXme siecle: La Journée d'un Journaliste Américain en 2889)
  - „Вечният Адам“ (L'eternel Adam)

### Есета
- 1864 – „Едгар Алън По и неговото творчество“ (Edgar Poe et ses oeuvres)
- 1875 – „Идеалният град“ (Une ville idéale)

### Книги за Великите географски открития
- 1879 – „Великите географски открития“ (Decouverte de la Terre)
- 1880 – „Великите мореплаватели на 18 век“ (Les grands navigateurs de XVIII siecle)
- 1881 – „Великите пътешественици на 19 век“ (Les voyageurs du XIX Siecle)